# Christopher Jennings
Christopher Jennings es un ciclista profesional sudafricano. Nació el 5 de mayo de 1991.
Debutó como profesional en 2011, con el equipo Burgos 2016-Castilla y León. En la actualidad pertenece al equipo francés La Pomme Marseille de categoría continental.

## Palmarés
No ha conseguido victorias como profesional.

## Equipos
- Burgos 2016-Castilla y León (2011)
- Rapha Condor - Sharp (2012)
- La Pomme Marseille (2013)